# Пещера Мас-д’Азиль
Пещера Мас-д’Азиль (Grotte du Mas d’Azil) — крупная пещера со сквозным проходом, промытая рекой Ариз в горных породах пиренейского массива Планторель в департаменте Арьеж (Франция). Пещера была населена в различные доисторические и исторические эпохи. По данной пещере названа азильская культура.
Аризские ворота это входное отверстие в пещеру на юге, где в неё втекает река Ариз. Ворота представляют собой отверстие высотой 51 метр и шириной 48 метров.

## Доисторические находки
В пещере также найдены многочисленные костные останки мамонтов, пещерных медведей и шерстистых носорогов.
Позднее в пещере селились различные доисторические группы населения. Пещера дала название азильской культуре эпохи эпипалеолита (около 12 000—9500 лет назад), занимающей промежуточное положение между мадленской и мезолитом.

### Галерея

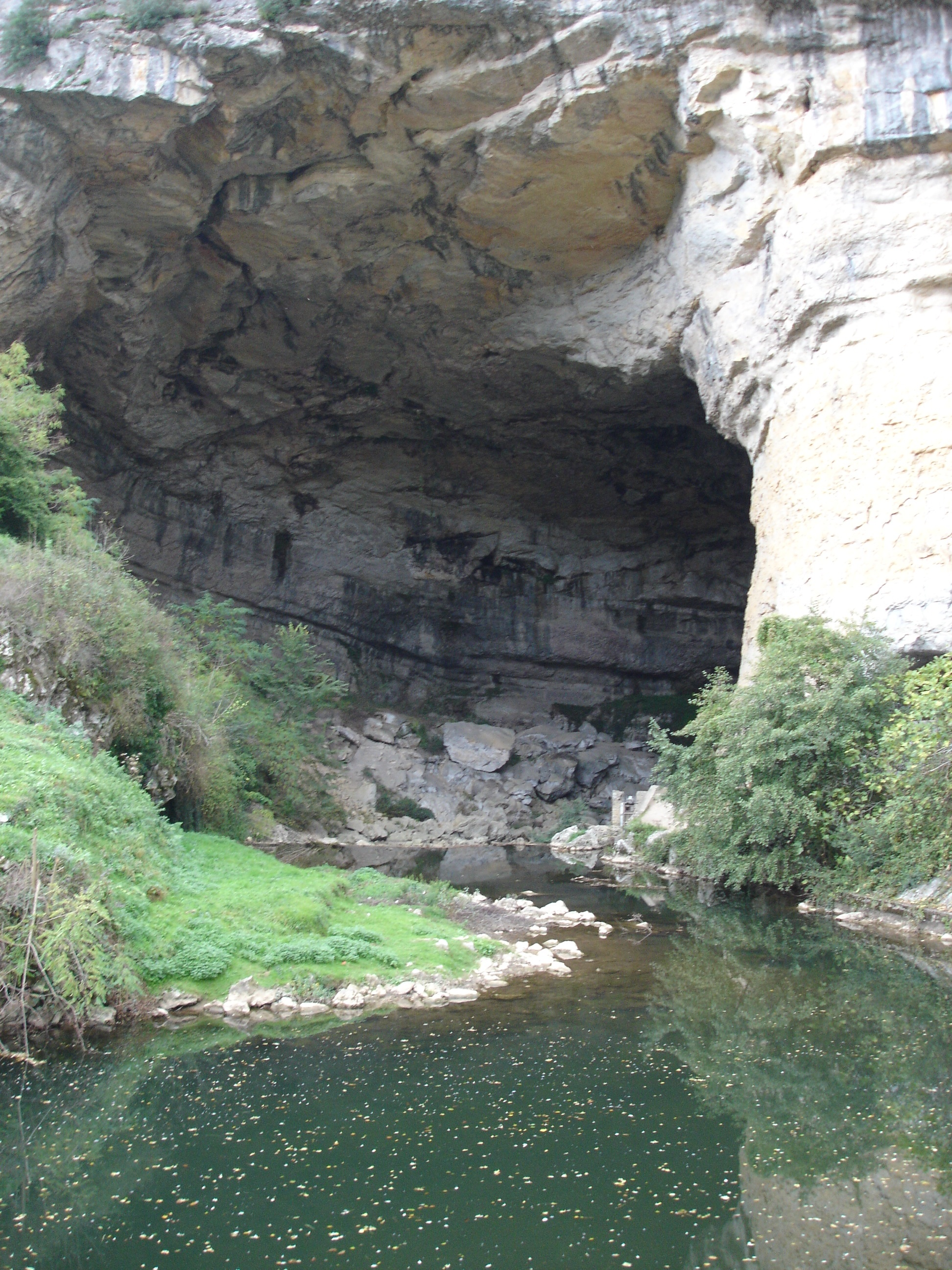
Аризские ворота (южный вход в пещеру)
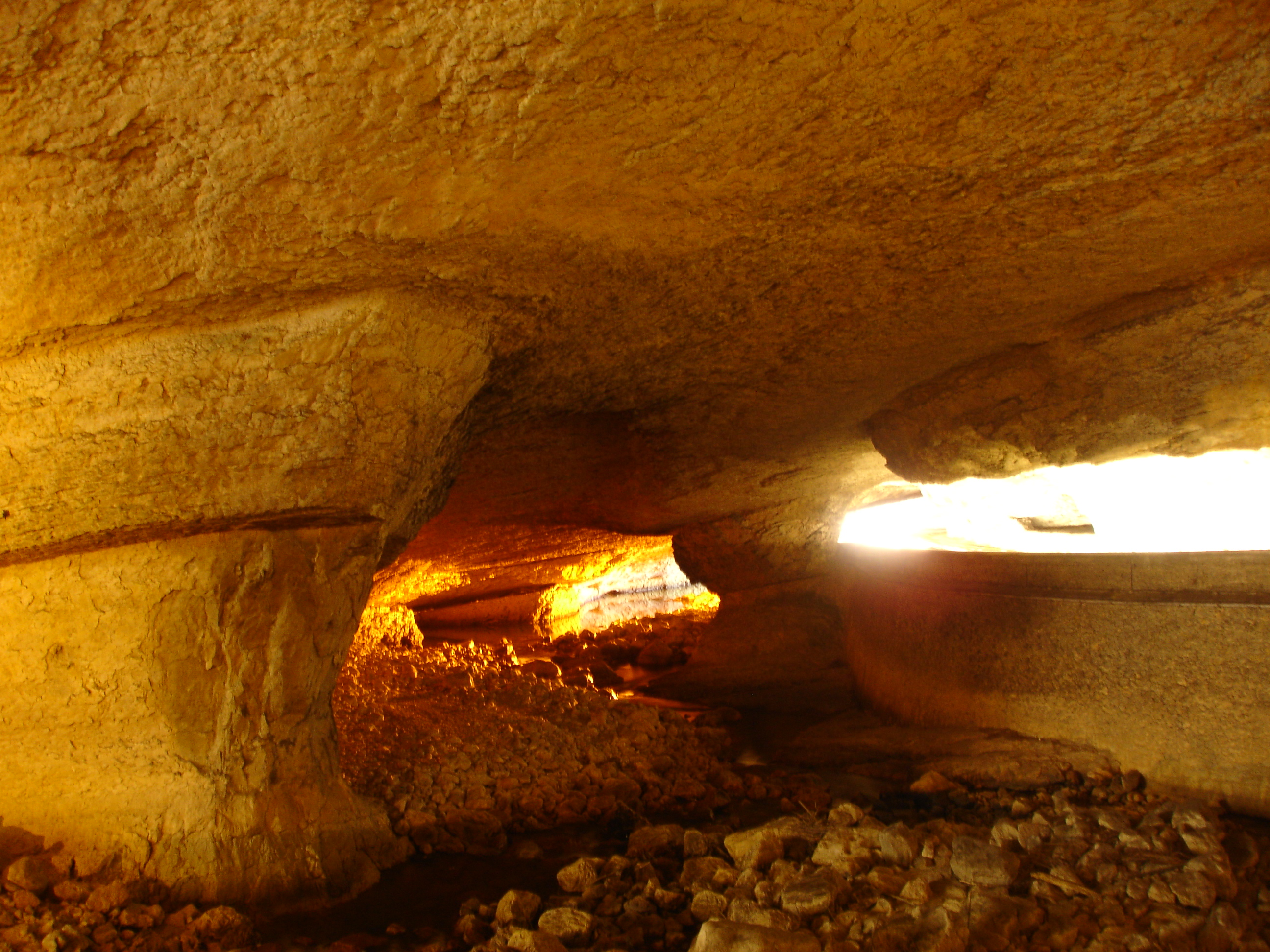
Общий вид пещеры
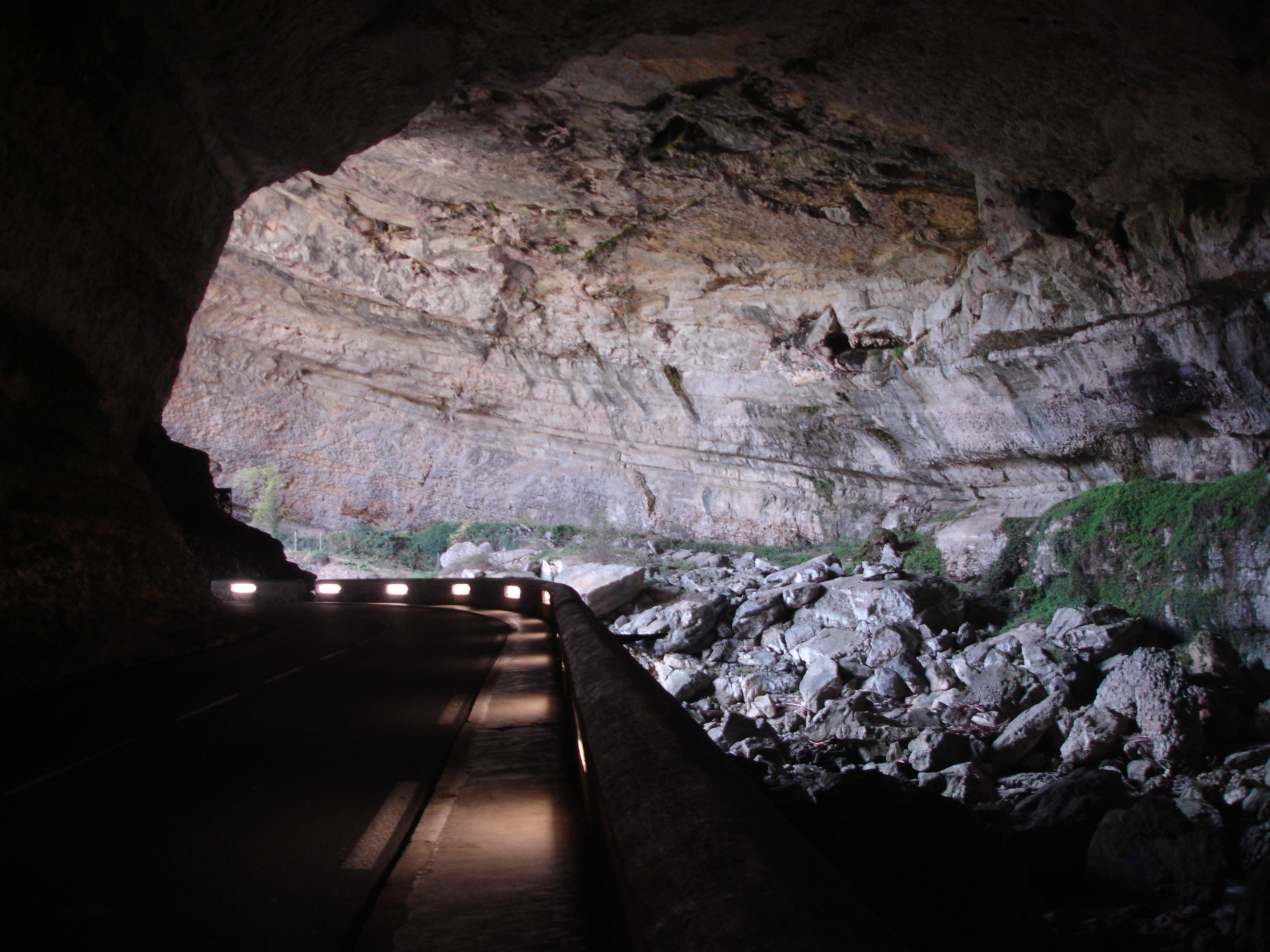
Сквозной коридор пещеры
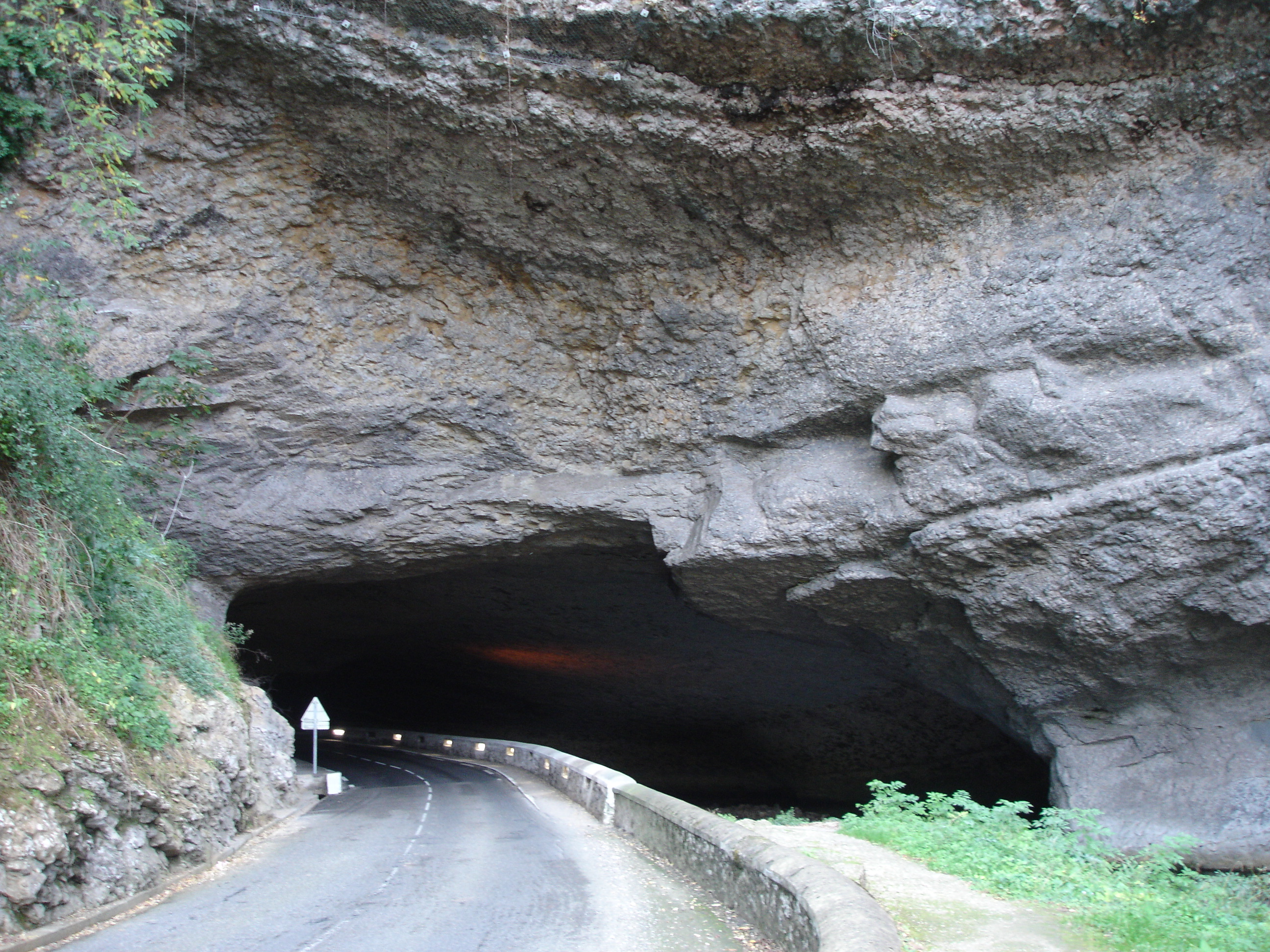
Северный вход в пещеру — выход на поверхность подземных вод Аризы
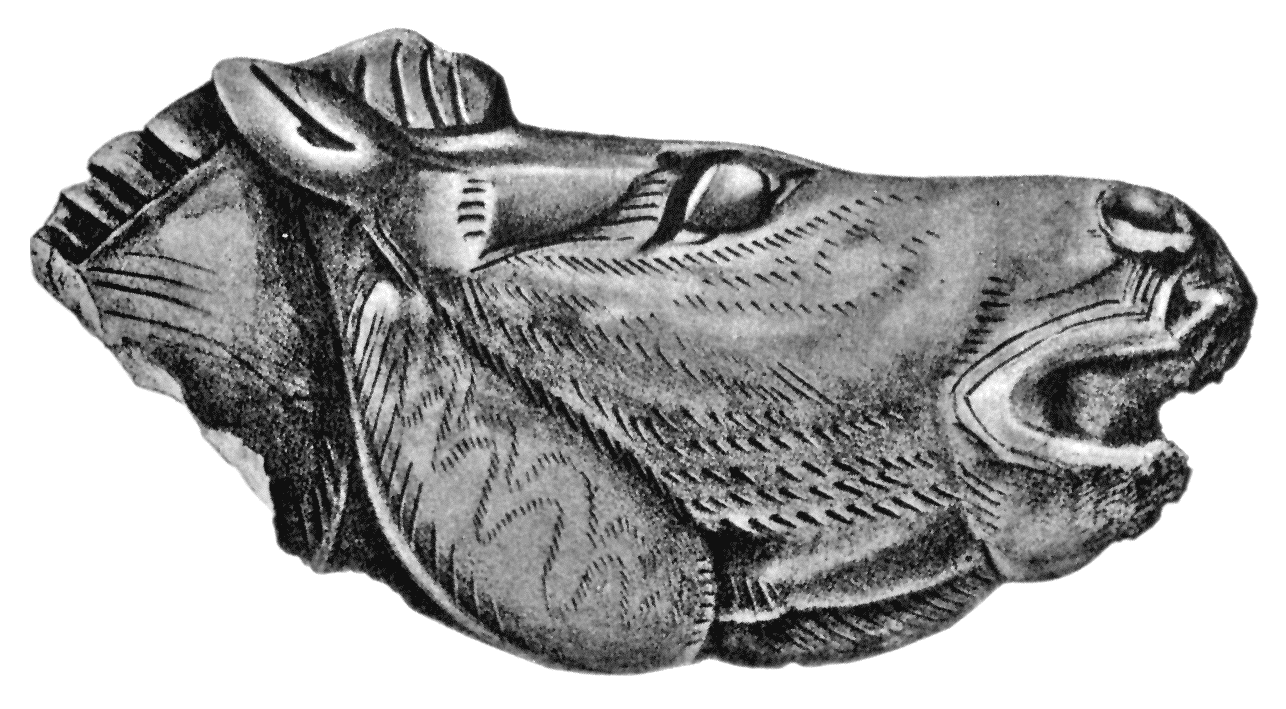
Лошадиная голова — образец палеолитического искусства, обнаруженный в пещере
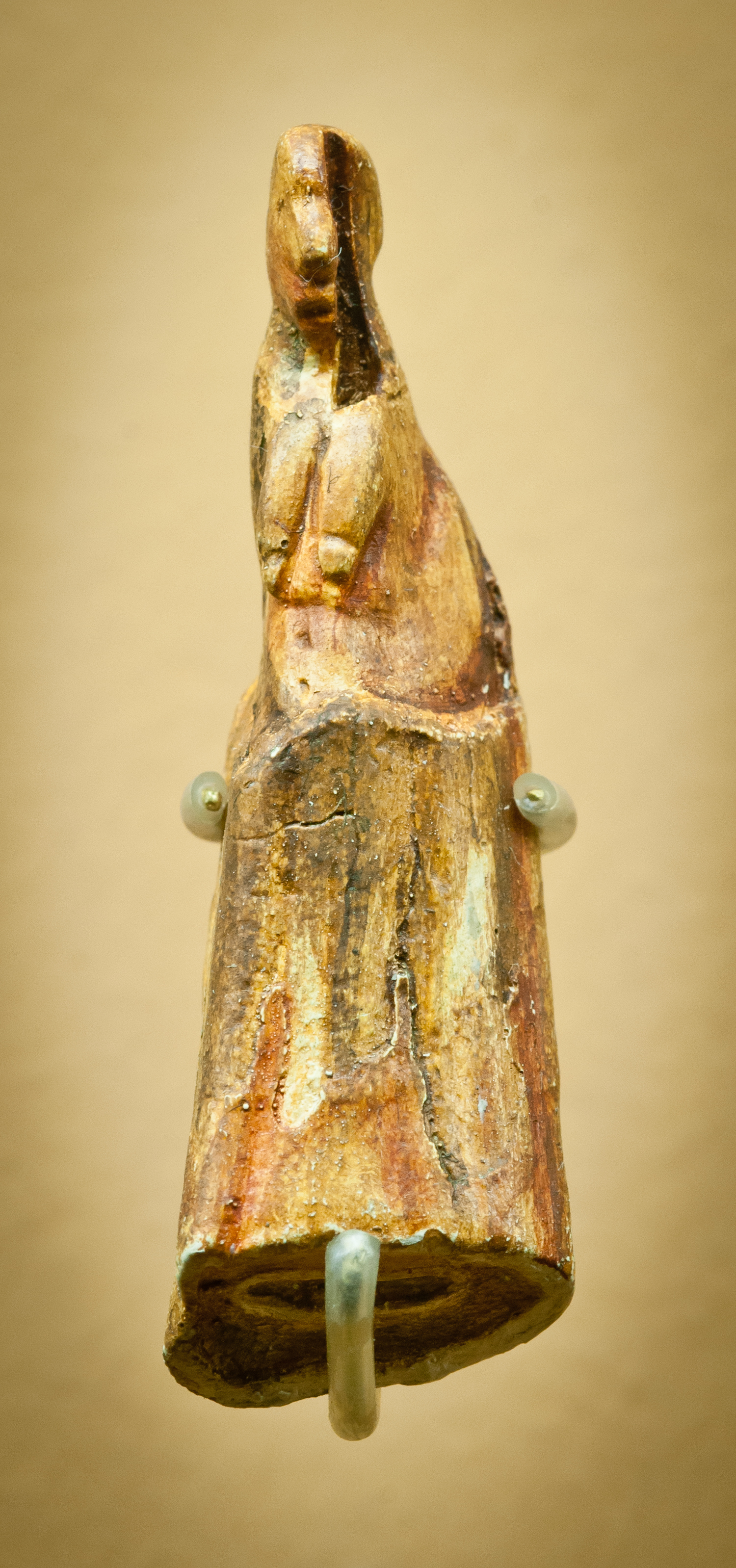
Палеолитическая венера из пещеры Мас-д’Азиль

## История
В III веке н. э. христиане, спасаясь от преследования римских властей, основали в пещере молельню.
По-видимому, пещера также служила убежищем для катаров в XIII веке (однако никаких «катарских» предметов до сих пор в пещере не обнаружено). Позднее пещера служила убежищем протестантов в XVII веке, которые спасались здесь во время безуспешной осады соседнего города в 1625 году маршалом де Теменом. По приказу Ришельё был взорван и обвалился потолок так называемого «храмового зала» пещеры.